# Scotinomys
Scotinomys là một chi động vật có vú trong họ Cricetidae, bộ Gặm nhấm. Chi này được Thomas miêu tả năm 1913. Loài điển hình của chi này là Hesperomys teguina Alston, 1877.

## Các loài
Chi này gồm các loài: